# Hydrellia thoracica
Hydrellia thoracica är en tvåvingeart som beskrevs av Alexander Henry Haliday 1839. Hydrellia thoracica ingår i släktet Hydrellia och familjen vattenflugor. Arten är reproducerande i Sverige. Inga underarter finns listade i Catalogue of Life.